# ジェリー・ブラウン
エドモンド・ジェラルド「ジェリー」・ブラウン・ジュニア（英語: Edmund Gerald "Jerry" Brown, Jr.、1938年4月7日 - ）は、アメリカ合衆国の法律家、政治家。オークランド市長、カリフォルニア州司法長官、カリフォルニア州州務長官、カリフォルニア州知事（第34・39代）などを歴任した。

## 経歴

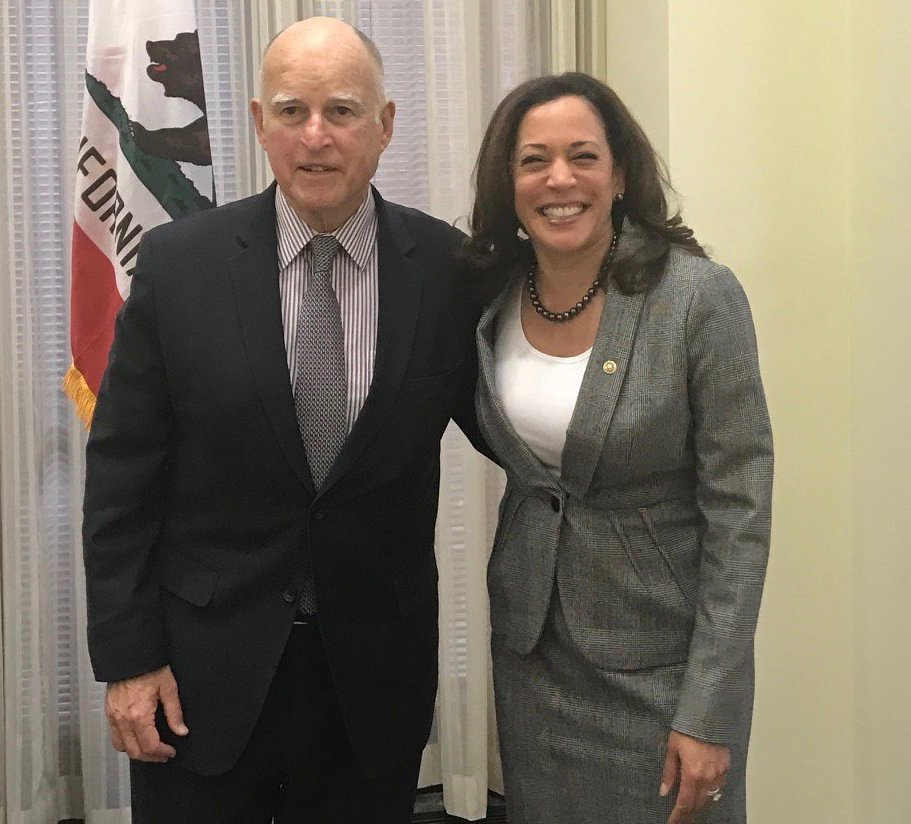
カマラ・ハリスと（2017年3月21日）

カリフォルニア州サンフランシスコ出身。父親のパット・ブラウンもカリフォルニア州知事（1959年 - 1967年）を務めた。
イェール大学を卒業して弁護士資格を取得。1970年に州議会議員として政界入りし、1975年にロナルド・レーガンの後任として州知事に初当選。1983年まで2期務め、この間1976年アメリカ合衆国大統領選挙・1980年アメリカ合衆国大統領選挙・1992年アメリカ合衆国大統領選挙に民主党から大統領候補として指名を争ったが果せなかった。
知事退任後は1997年から2007年までオークランド市長を歴任し、その後は州政府司法長官。2010年のアメリカ合衆国中間選挙においてカリフォルニア州知事選挙に出馬し、共和党のメグ・ホイットマン候補を破って当選を果たした。これによりカリフォルニア州に2度目の登板を果たすこととなった。2019年1月7日に退任。

## 知事としての活動
- 2013年6月にアメリカ合衆国最高裁判所がカリフォルニア州での同性婚の禁止を憲法違反と判断したため同性婚を承認した。
- 不法移民に運転免許証を交付する議案に賛成を表明して署名を行った。2015年1月から施行された。
- ワシントン州やニューヨーク州とともにドナルド・トランプ政権のパリ協定離脱決定から独立してパリ協定目標に取り組む米国気候同盟の結成を主導し、直後に訪問した中国で中国がアメリカに代わって気候変動対策のリーダーシップを握ったとして中国政府との協力を表明[2][3][4]して「カリフォルニア＝中国・クリーン・テクノロジー・パートナーシップ」を結んだ[5]。習近平国家主席との会見では一帯一路へのカリフォルニア州の参加を申し出て歓迎された[6][7][8]。

## 学歴
- カリフォルニア大学バークレー校卒業（1961年）
- イェール大学法学博士（J.D.）（1964年）

## 行政
- カリフォルニア州州務長官（1971年 - 1975年）
- カリフォルニア州知事
  - 第1次在任（1975年 - 1983年）
  - 第2次在任（2011年 - 2019年）
- カリフォルニア州民主党委員長（1989年 - 1991年）
- オークランド市長（1999年 - 2006年）
- カリフォルニア州司法長官（2007年1月 - 2011年1月）

## 家族
20歳年下である妻のアン・ガストとの二人暮らし。

## 脚註
1. ↑  民主党ブラウン氏が勝利 シュワ氏後任の加州知事選 産経新聞 2010年11月3日閲覧
2. ↑  “Brown goes to China, calls it the world's 'hope' on climate”. E&E News. (2017年6月5日) 2017年6月5日閲覧。
3. ↑  “California politics updates: Gov. Jerry Brown goes to China to affirm climate change alliance”. ロサンゼルス・タイムズ. (2017年6月4日) 2017年6月5日閲覧。
4. ↑  “Interview: California governor says climate cooperation with China "imperative"”. 新華社. (2017年6月3日) 2017年6月5日閲覧。
5. ↑  “米カリフォルニア州と中国、クリーンエネルギー技術で協力”. ロイター. (2017年6月6日) 2017年6月6日閲覧。
6. ↑  “習近平主席が米カリフォルニア州知事と会談”. 人民網. (2017年6月7日) 2017年6月9日閲覧。
7. ↑  “California and China to Work Together on Belt and Road Globalization Project, and Climate Change”. テレスール. (2017年6月8日) 2017年6月9日閲覧。
8. ↑  “Spotlight: California jumps into China's Belt and Road Initiative for clean energy”. 新華網. (2017年6月8日) 2017年6月9日閲覧。

| 公職                                                     | 公職                                                                 | 公職                                                 |
| -------------------------------------------------------- | -------------------------------------------------------------------- | ---------------------------------------------------- |
| 先代 ロナルド・レーガン アーノルド・シュワルツェネッガー | カリフォルニア州知事 第34代：1975年 - 1983年 第39代：2011年 - 2019年 | 次代 ジョージ・デュークメジアン ギャビン・ニューサム |
| 先代 エリフ・ハリス                                      | オークランド市長 第44代：1999年 - 2007年                             | 次代 ロナルド・デルムス                              |
| 先代 H・P・サリヴァン （代行）                           | カリフォルニア州州務長官 第24代：1971年 - 1975年                     | 次代 マーチ・フォン・ユー                            |
| 司法職                                                   |                                                                      |                                                      |
| 先代 ビル・ロックヤー                                    | カリフォルニア州司法長官 第31代：2007年 - 2011年                     | 次代 カマラ・ハリス                                  |